# Стефани Уилсън
Стефани Дайана Уилсън (на английски: Stephanie Diana Wilson) e американски инженер и астронавт от НАСА, участник в три космически полета.

## Образование
Стефани Уилсън завършва колежа Taconic High School в Масачузетс през 1984 г. През 1988 г. се дипломира като бакалавър по инженерни науки в Харвардски университет, Кеймбридж, Масачузетс. През 1992 г. става магистър по аерокосмическо инженерство в университета на Тексас.

## Служба в НАСА
Стефани Уилсън е избрана за астронавт от НАСА на 1 май 1996 година, Астронавтска група №16. Участва в три космически полета.

### Полети
Стефани Д. Уилсън лети в космоса като член на екипажа на три мисии:
| Космически полети на Стефани Дайана Уилсън                       | Космически полети на Стефани Дайана Уилсън | Космически полети на Стефани Дайана Уилсън | Космически полети на Стефани Дайана Уилсън | Космически полети на Стефани Дайана Уилсън | Космически полети на Стефани Дайана Уилсън | Космически полети на Стефани Дайана Уилсън |
| №                                                                | Дата                                       | КК                                         | Емблема на мисията                         | Функции                                    | Продължителност                            |                                            |
| ---------------------------------------------------------------- | ------------------------------------------ | ------------------------------------------ | ------------------------------------------ | ------------------------------------------ | ------------------------------------------ | ------------------------------------------ |
| 1                                                                | 4 юли 2006                                 | „Дискавъри“, мисия STS-121                 |                                            | Специалист на мисията                      | 12 денонощия 18 часа 37 мин. 54 сек.       |                                            |
| 2                                                                | 23 октомври 2007                           | „Дискавъри“, мисия STS-120                 |                                            | Специалист на мисията                      | 15 денонощия 02 часа 24 мин.               |                                            |
| 3                                                                | 5 април 2010                               | „Дискавъри“, мисия STS-131                 |                                            | Специалист на мисията                      | 15 денонощия 02 часа 47 мин. 11 сек.       |                                            |
| Сумарно време в космоса – 42 денонощия 23 часа 47 минути 05 сек. |                                            |                                            |                                            |                                            |                                            |                                            |